# 255 (getal)
Het natuurlijke getal tweehonderdvijfenvijftig, in het decimale stelsel geschreven als 255, volgt op 254 en gaat vooraf aan 256.

## Wiskunde
Het getal {\displaystyle 255} heeft (onder meer) de volgende eigenschappen.
- Het is een sphenisch getal omdat het een product is van drie verschillende priemgetallen; daardoor heeft het ook acht verschillende delers.[1]
- Het getal is een Mersenne-getal omdat {\displaystyle 255={{2}^{n}}-1} met {\displaystyle n=8}.[2][3]

Het is het vijfde getal in de rij van die getallen met {\displaystyle n\geq 0} en {\displaystyle n} geheel dat geen priemgetal is.
- Meetkunde – Omdat {\displaystyle 255} het product is van de eerste drie Fermat-priemgetallen is een regelmatige 255-hoek met passer en (ongemerkte) liniaal te construeren, volgens de stelling van Gauss-Wantzel.
- Door de bijzondere schrijfwijze in het twee-, vier- en zestientallig stelsel, namelijk:

{\displaystyle 255={{11111111}_{2}}={{3333}_{4}}{\text{=F}}{{\text{F}}_{16}}}
is {\displaystyle 255} in die talstelsels een zogeheten repdigit.

## Computerwetenschap

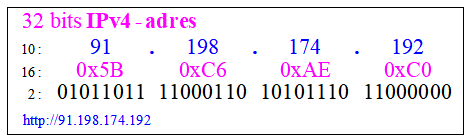
Voorbeeld van een IPv4 adres
[https://web.archive.org/web/20180908170840/http://91.198.174.192/ WikimediaFoundation

Het getal {\displaystyle 255} speelt in de informatica een bijzondere rol.
- Een byte (ter lengte van 8 bits) heeft als maximale waarde {\displaystyle 255={\text{F}}{{\text{F}}_{16}}}.
- Bij de kleurcode RGB, die wordt genoteerd met zes cijfers, "RRGGBB", heeft elk tweetal RR, GG, BB een minimale waarde van {\displaystyle 0\ (={{00}_{16}})} en een maximale waarde van {\displaystyle 255\ (={\text{F}}{{\text{F}}_{16}})}. Het aantal kleuren dat met de RGB-code kan worden geadresseerd is dan {\displaystyle {{(255+1)}^{3}}=16.777.216}.
- Een IPv4-adres, een nummer, waarmee een apparaat op internet is aangesloten (het internetadres)[4], bestaat uit vier door punten gescheiden gehele getallen {\displaystyle n}, met {\displaystyle 0\leq n\leq 255}. Zo’n adres heeft dus een lengte van {\displaystyle 4\cdot 8=32} bits. Het totaal aantal IPv4-adressen is dus {\displaystyle {{256}^{4}}=4.294.967.296}. In hexadecimale notatie wordt een getal in het adres meestal voorafgegaan door {\displaystyle 0{\text{x}}}; dus: {\displaystyle {\text{F}}{{\text{F}}_{16}}=0{\text{xFF}}}.

## In het dagelijks leven
- 12 september is in een niet-schrikkeljaar is de 255e dag van het jaar.
- Het jaar 255 en het jaar 255 v.Chr.
- B255: autoweg (bundesstraße) in Duitsland
- Landnummer Tanzania (.tz – telefoon): +255
- 255/35 R18 is een bandenmaat voor auto’s; daarin is 255 de velgbreedte in millimeters.
- Bij computerspellen (zoals Pac-Man) worden de spelniveaus soms (hexa)decimaal aangegeven: van level 0 tot level 255.[5]
- 255P/Levy is een komeet met een omlooptijd van 5,3 jaar.